# Vogli
Vogli so skupina več vrhov v osrednjih Julijskih Alpah. So se znotraj Triglavskega narodnega parka med dolino Za Kopico na zahodu in Globoko konto na vzhodu. Vrhove povezuje široko sleme, ki se pričenja na Prvem Voglu (2181 m) in poteka proti severu enakomerno preko Srednjega Vogla (2227 m) do vzhodnega predvrha Zadnjega Vogla. Od tod se vzpne na najvišji vrh, 2327 m visoki Zadnji Vogel. Z glavnega vrha se nato preko zahodnega predvrha spusti na sedlo Vrata (2192 m), kjer se združi z grebenom Zelnaric, Kopice in Tičaric. Vrhovi so najlažje dostopni po neoznačeni stezi s sedla med Prvim Voglom in vzhodno ležečo Slatno (2077 m), do tam pripelje pot s planine Dedno polje. Pozimi so kot cilj turnih smučarjev lažje dostopni po zahodnih pobočjih Prvega in Srednjega Vogla. Vzhodna stran Voglov je s strmim in razbitim ostenjem, ki pada v Globoko konto oziroma preko Konjskih polic na planino v Lazu, precej nedostopna.